# Arctinis
Els arctinis (Arctiini) són una tribu de lepidòpters ditrisis de la família Erebidae i la subfamília Arctiinae.

## Sistemàtica
La tribu Arctiini es va tractar prèviament com un tàxon de nivell superior, la subfamília Arctiinae, dins de la família Arctiidae.
Aquesta família i les seves subdivisions es van reduir en una recent reclassificació, mantenint el contingut de la família i les seves subdivisions en gran part sense canvis. Aquests canvis en el rang han desencadenat canvis en els sufixos dels noms.
La família Arctiidae en el seu conjunt es va reclassificar com la subfamília Arctiinae dins de la família Erebidae.
La subfamília original Arctiinae es va reduir a la condició de tribu amb el nom d'Arctiini, i les seves tribus originals es van reduir a subtribus canviant el sufix -ini a -ina (per exemple, Callimorphini es va convertir en Callimorphina).
Per tant, el nom de "Arctiinae" que abans era usat per referir-se només a un subgrup de tot el grup d'àrctids, ara es refereix a tot el grup.

## Subtribus (Tribus anteriors)
Molts gèneres de la tribu Arctiini han estat classificats dins les següents subtribus, mentre altres són col·locats en incertae sedis.
- Arctiina
- Callimorphina
- Ctenuchina
- Euchromiina
- Micrarctiina
- Nyctemerina
- Pericopina
- Phaegopterina
- Spilosomina
- Incertae sedis

### Una nota per V.V. Dubatolov
La composició genèrica d'Arctiinae ha estat indicada en el principals catàleg d'espècies d'aquesta subfamília: Nearctics (Ferguson & Opler, 2006), Neotropics (Watson & Goodger, 1986), Eurasia (Dubatolov & de Vos, 2010), Australia (Edwards, 1996), amb addicions i correccions de V.V. Dubatolov Arxivat 2012-03-25 a Wayback Machine., Afrotropics (Goodger & Watson, 1995 amb addicions posteriors i correccions per part de V.V.Dubatolov Arxivat 2012-03-25 a Wayback Machine.). Molts gèneres problemàtics van ser col·locats en tribus correctes o diferents subfamílies en aquests catàlegs.

### Algunes espècies notables
- Eupseudosoma involuta (Sepp, 1855)
- Halysidota leda (Druce, 1880)
- Halysidota schausi Rothschild, 1909
- Hypercompe icasia (Cramer, 1777)
- Opharus bimaculata (Dewitz, 1877)
- Pachydota albiceps (Walker, 1856)
- Pseudamastus alsa (Druce, 1890)
- Utetheisa ornatrix (Linnaeus, 1758)
- Utetheisa pulchella (Linnaeus, 1758)

## Galeria

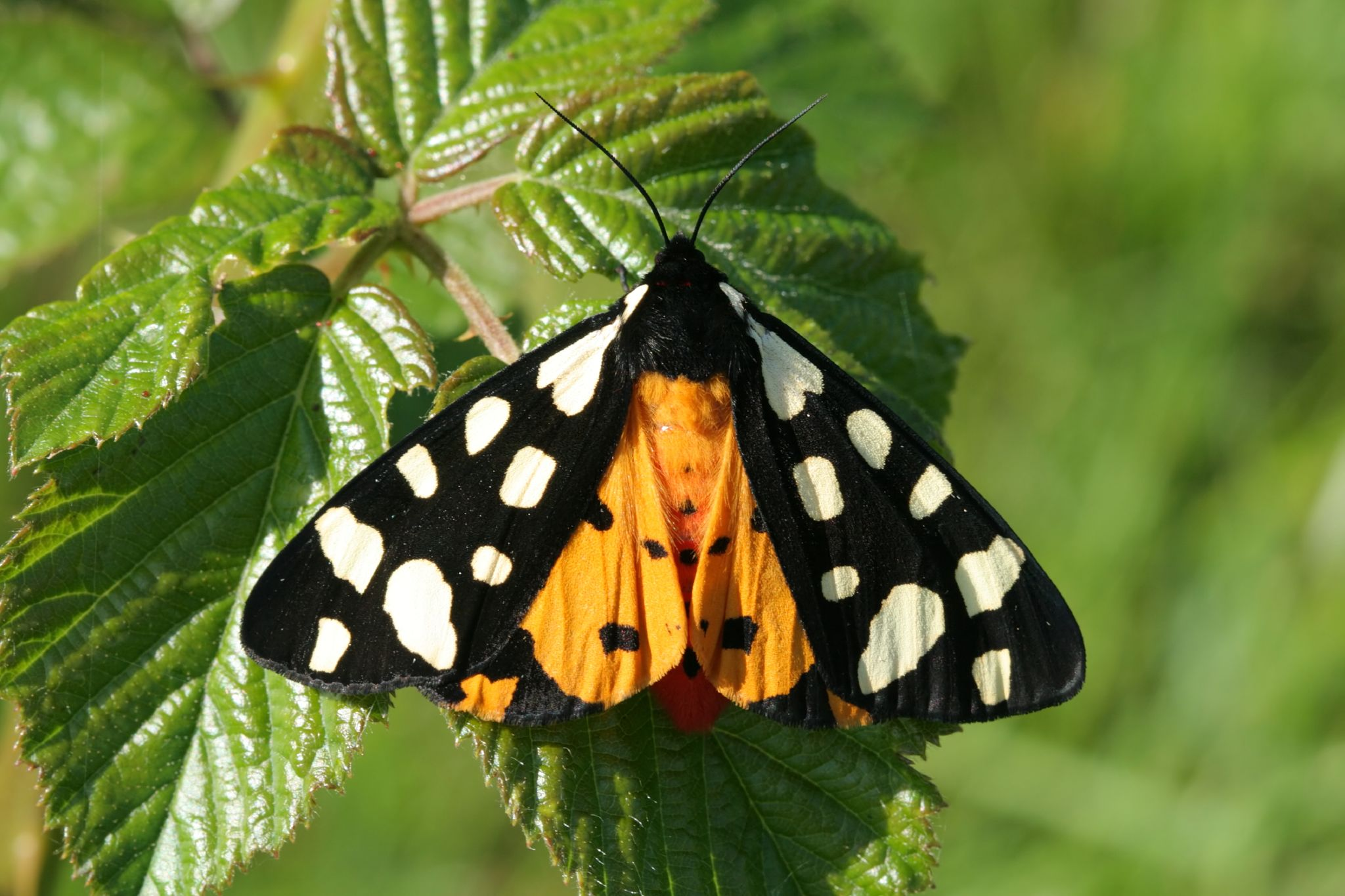
Arctia villica
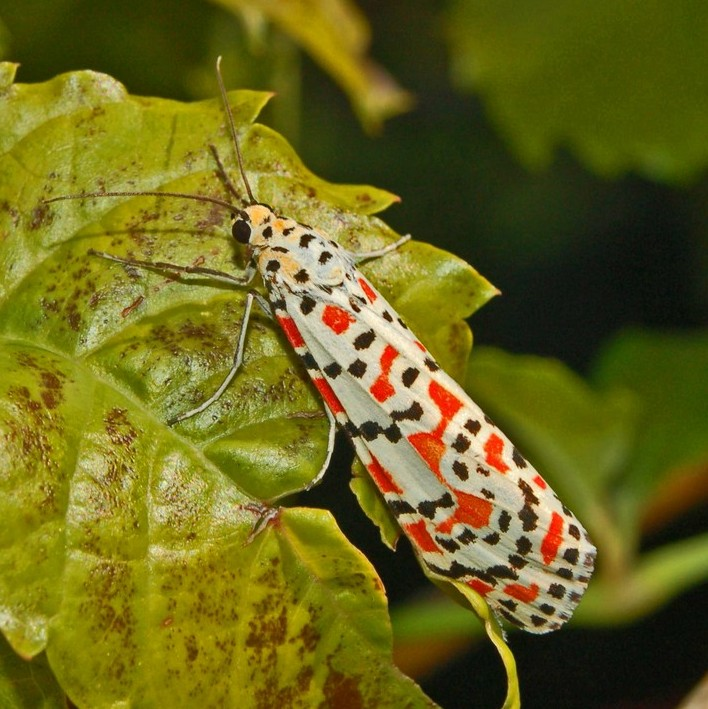
Utetheisa pulchella
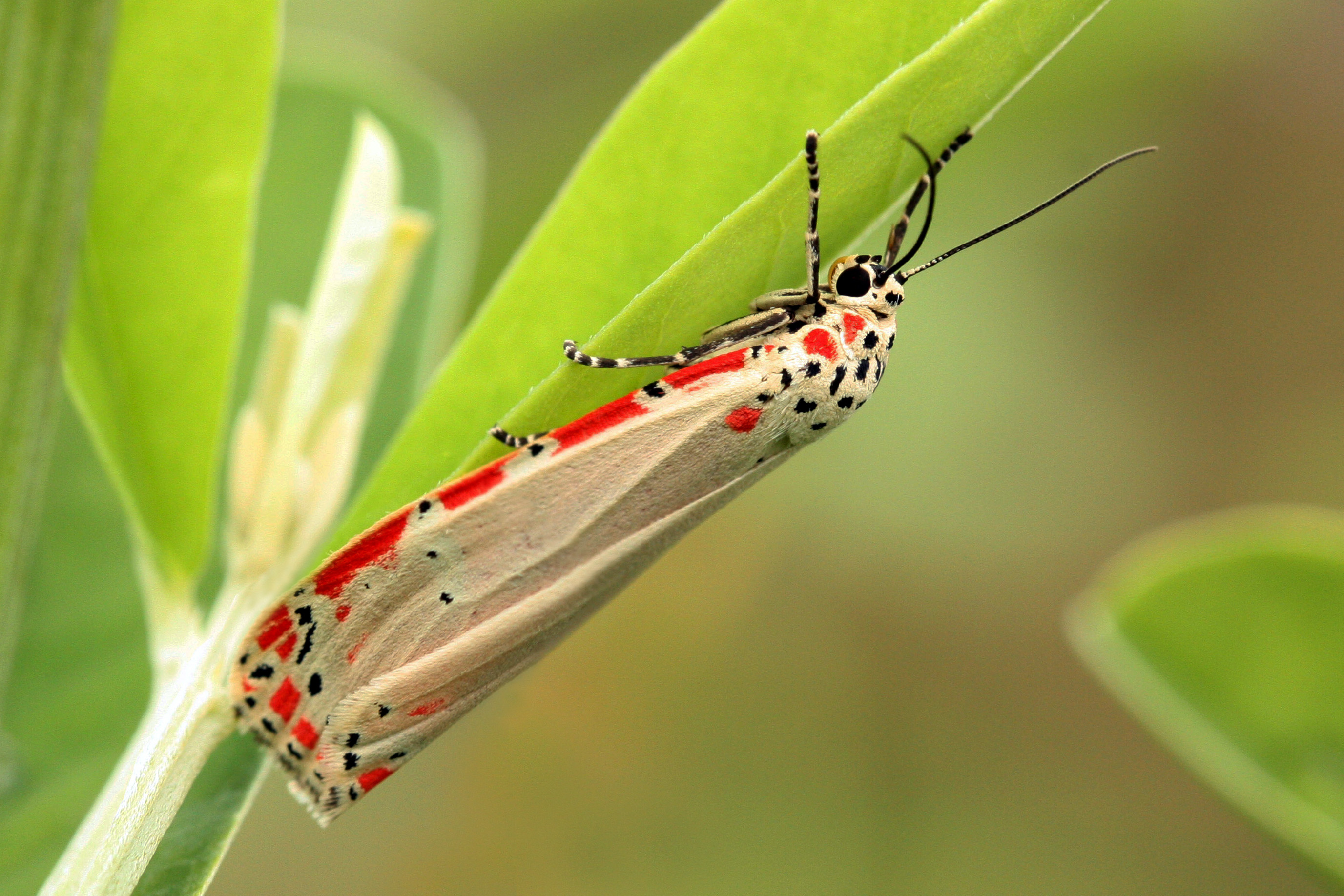
Utetheisa ornatrix
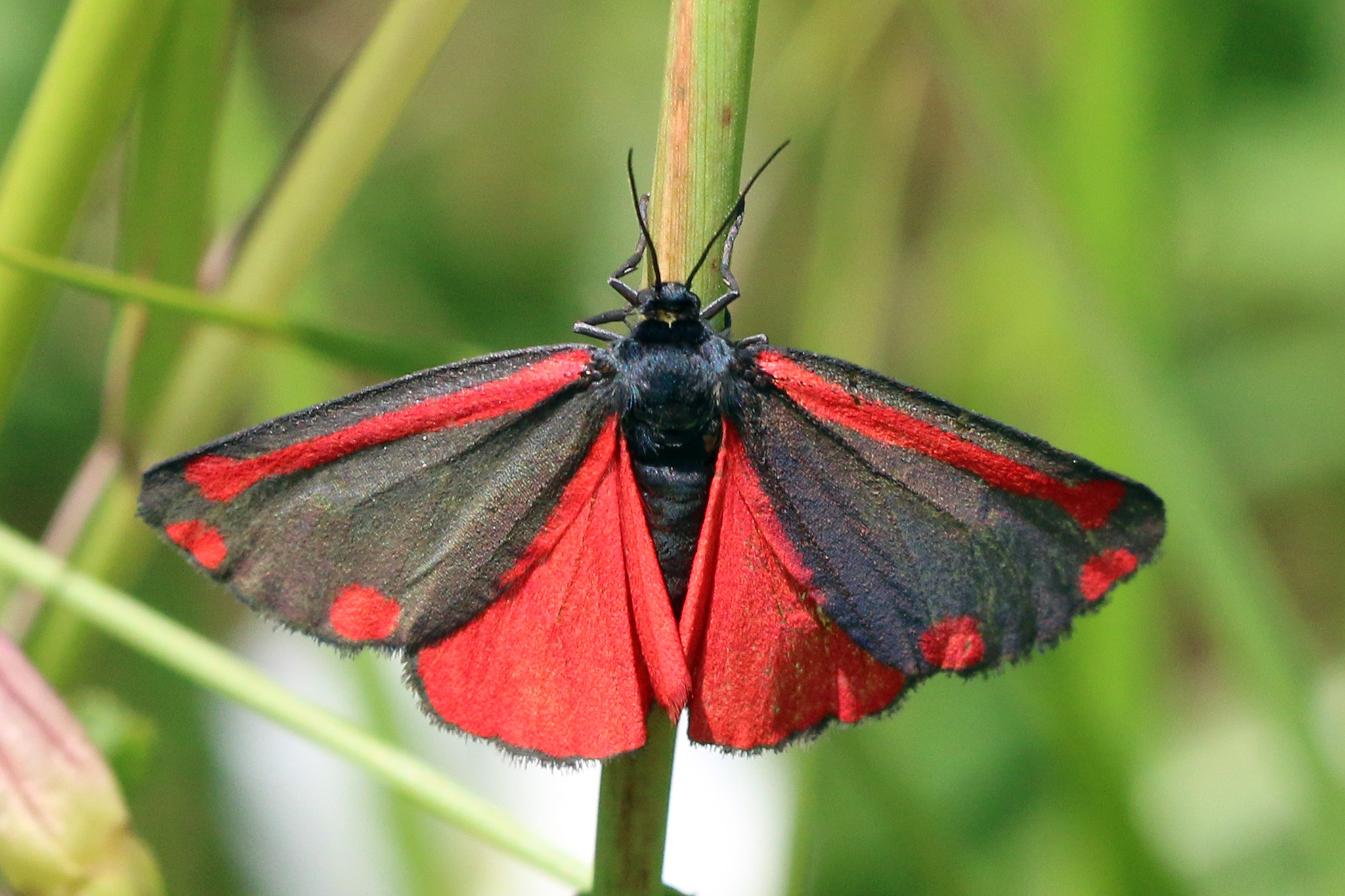
Tyria jacobaeae

### Principals catàlegs d'espècies
- Dubatolov VV (2010) Tiger-moths of Eurasia (Lepidoptera, Arctiidae) (Nyctemerini by Rob de Vos & Vladimir V. Dubatolov). Neue Entomologische Nachrichten 65:1-106
- Edwards ED (1996) Arctiidae. Monographs on Australian Lepidoptera 4:278-286,368-370
- Ferguson DC, Opler PA (2006) Checklist of the Arctiidae (Lepidoptera: Insecta) of the continental United States and Canada. Zootaxa 1299:1-33
- Goodger DT, Watson A (1995) The Afrotropical Tiger-Moths. An illustrated catalogue, with generic diagnosis and species distribution, of the Afrotropical Arctiinae (Lepidoptera: Arctiidae). Apollo Books Aps.: Denmark, 55 pp.
- Watson A (1971) An illustrated Catalog of the Neotropic Arctiinae type in the United States National Museum (Lepidoptera: Arctiidae) Part 1. Smithsonian Contributions to Zoology 50:1-361
- Watson A, Goodger DT (1986) Catalogue of the Neotropical Tiger-moths. Occasional Papers on Systematic Entomology 1:1-71